# Common Hardware Reference Platform
Common Hardware Reference Platform (CHRP) była wczesną platformą referencyjną dla mikroprocesora PowerPC. Następca PReP miał w założeniu pozwalać na stosowanie wielu różnych systemów operacyjnych (w szczególności Mac OS, Windows NT oraz wielu rodzajów systemów z rodziny UNIX) na ujednoliconej platformie sprzętowej. Jednak jedynymi współpracującymi  rozwiązaniami ze sprzętem zgodnym z architekturą CHRP były niektóre wersje serwerów IBM z serii RS/6000 wraz z dostarczanym dla nich systemem AIX. Firmware komputerów Macintosh (tzw. New World Macintosh) jest częściowo zgodny z CHRP/PReP.